# اعزام دانشجویان ایران به خارج
اعزام دانشجویان ایران به خارج نخستین بار در دوره صفویه به دنبال ارتباط نزدیک ایران و اروپا پدید آمد. در دوران قاجار نیز اعزام دانشجویان برای کسب علوم و فنون اروپایی انجام شد. پس از تصویب قانون اعزام محصل به خارجه در ۱۳۰۷ خورشیدی، نخستین گروه محصلان ایرانی برای انجام تحصیلات عالیه در رشته‌های مختلف عازم اروپا شدند.

## دوره صفویه
اعزام دانشجو به خارج از ایران نخستین بار در دوره صفویه به دنبال ارتباط نزدیک ایران و اروپا پدید آمد. شاه عباس دوم افراد معدودی همچون محمد زمان خان را به دلیل علاقه زیاد به نقاشی اروپایی و برای فراگیری هنر نقاشی به شهر رم ایتالیا فرستاد.

## دوره قاجار
به دنبال شکست‌های ایران در جنگ‌های ایران و روسیه در دوره قاجار، سیاستمداران همچون عباس میرزا و میرزا عیسی قائم‌مقام برای جبران عقب‌ماندگی ایران نسبت به دیگر کشورهای اروپایی در حوزه‌های علمی و صنعتی، افرادی را برای فراگیری علوم و فنون به خارج از ایران فرستادند.
عباس میرزا در ۱۱۹۰ خورشیدی دو نفر را برای فراگیری هنر و پزشکی و چهار سال بعد دوباره پنج نفر را به انگلیس فرستاد. با تأسیس مدرسه دارالفنون توسط امیرکبیر، نیازی به گذراندن دوره‌های ابتدایی در خارج ایران نبود. در این زمان گروهی شامل ۴۲ تَن از دانش آموختگان دوره نخست دارالفنون در ۱۲۳۷ خورشیدی به فرانسه فرستاده شدند اما از این پس تا ۱۲۹۰ خورشیدی، تنها افرادی که توانایی مالی داشتند، فرزندان خود را به خارج از ایران می‌فرستادند.
پس از پیروزی جنبش مشروطه ایران، دولت حدود ۶۰ دانشجو را برای تحصیل به آلمان اعزام کرد.

### محصلین و کارآموزان اعزامی زمان محمدشاه قاجار
در صفحه ۴۳ از گزارش سال ۹–۱۳۲۸ وزارت فرهنگ بامضای مصطفی خان منصورالسلطنه عدل نوشته شده است که محمدشاه بموجب دستخط مورخ میزان ۱۲۶۰ مقرر کرد که پنج نفر از محصلین ایرای برای تحصیل به فرانسه اعزام شوند. عین دستخط و اسامی این پنج نفر از این قرار است :

حسینقلی آقا در علم سرکرده گی پیاده و توپخانه انشالله تعالی- میرزا زکی مهندس خوب انشالله- میرزا رضا پاسقه و چیت ساختن و شکرصاف نمودن که قند بشود انشالله تعالی دیگر درپی کار رفتن، درس خواندن، در پاریس بکارهای بیهوده و تماشا نرفتن، لامذهب نشدن، که لعنت خدا بلامذهب. انشالله بکارهای مابرخورند آراسته برگردند ۸ میزان سنة ۱۲۶۰
در حاشیه دستخط: چون میرزارضا نقاش است در نقاشی هم می‌تواندکارکند میرزا یحیی (بااین تعبیر): یحیی حکیم بشودو جراح- محمدعلی آقا معدن‌شناس و هرگونه معادن را آب کردن‌و از همدیگر بسهولت جدا کردن اسباب زراعت یادگرفتن بلورسازی و دوربین و ساعت‌سازی آموختن انشالله مبارک است.
عکس این دستخط در اختیار آقای حسنعلی غفاری معاون الدوله است. دستخط به خط محمدشاه است و در زیر آن به خطی دیگر این پنج تن را معرفی کرده‌اند حسینعلی آقا پسرمرحوم بهاالدین آقا-میرزا زکی پسرحاجی میرزامقیم- میرزا رضاعموی مرحوم فرخ خان امین الدوله- یحیی مشیرالدوله مرحوم- محمدعلی آقا سرتیپ نظمیه، در بالای دستخط نوشته شده «دستخط مرحوم مبرور محمدشاه غازی نورالله مرقده است که در موقع فرستادن پنج نفر بفرنگستان صادرکردند» 
این عده از سال ۱۸۴۵ تا سال ۱۸۴۸ (۱۲۶۱ تا ۱۲۶۴ هجری قمری) در شهر پاریس مشغول تحصیل بودند و چون انقلاب ۱۸۴۸ رخ داد و محمدشاه هم فوت کرد مجبور به بازگشت شدند.
از این پنج محصل هیچ‌کدام جز میرزا یحیی ترقی فوق‌العاده حاصل نکردند، میرزا زکی پس از افتتاح دارالفنون سمت مترجمی «کرشش» اطریشی معلم توپخانه را یافت و در حقیقت «معید» درس او بود و بعدها نیز با درجه سرهنگی در توپخانهمصدر خدمات عادی نظامی بوده است. میرزا رضا نیز مانند او سمت مترجمی درس معدن‌شناسی «موسیو چارنوطا»و درس طبیعی «موسیو فکتی» را یافت و چون فرخ خان امین الملک کاشانی برادرزاده او به سفارت مأمور پاریس شد، میرزا رضا نیز به عنوان مترجم سفارت با او همراه شد.
از حسینقلی آقا نیز در تشکیلات قشون نام برده شده است، میرزا یحیی از رجال مهم دوره ناصری گشت و به وزارت امور خارجه و عدلیه و حکومت یزد و فارس رسید و محمدعلی آقا نیز پس از مدتی خدمت در وزارت خارجه از زمان صدرات حاج میرزا حسین خان سپهسالار به امر او وارد خدمت نظمیه و به این مناسب به «میرزا محمدعلی خان نظمیه» معروف شد.
محمدعلی خان در موقعی که در خدمت وزارت خارجه بود، به عنوان مترجم سفارت فرخ خان امین الملک به اروپا رفت و نیز به همراه سیدجعفرخان مشیرالدوله که در سال ۱۲۷۷ به سفارت لندن رفت و به عنوان نایب دوم سفارت مأمور گشت و بعداً نیز با عنوان سرتیپ ژنرال آجودان به سمت شارژدافری در سفارت ایران در لندن منصوب شد و پس از بازگشت این مأموریت بود که «به سرتیپی فوج نظمیه دارالخلافه که به منزله پلیس …» بود، سرافراز شد.

علاوه بر این پنج تن، محصل دیگری به نام «میرزا صادق» در زمان محمدشاه برای تحصیل طب به انگلستان فرستاده شد. وزیر مختار انگلیس در تاریخ ۱۲ محرم ۱۲۶۳ راجع به او به حاجی میرزا آقاسی می‌نویسد
... در باب عالیجاه میرزاصادق که در لندن مشغول تحصیل است مدتی است که مواجب مشارالیه بعهده تعویق است… اگر مصلحت در رسانیدن مواجب او ندانید اقلاً احضارش بفرمائید…
این میرزا صادق پس از بازگشت به ایران از طرف امیرکبیر به آذربایجان فرستاده شد تا «مأمور وقوف تبریز و تعلیم علوم طبابت و سایر علوم باشد»
در سال ۱۲۶۳ نیز محمدحسین بیک افشار برای تحصیل صنعت بلورسازی و قندسازی به روسیه اعزام شد و حاجی میرزا آقاسی در یکی از نامه‌های خود توصیه او را به سفیر روسیه کرده است. و نیز ابولحسن نقاش باشی که بعداً «صنیع الملک» لقب یافت، پس از سال ۱۲۵۹ برای تکمیل هنر و فراگرفتن نقاشی سبک جدید به ایتالیا فرستاده شد و او تا پایان سلطنت محمدشاه در آنجا بود و پس از پنج سال توقف در ایتالیا هنگامی که سی و پنح سال از سن او می‌گذشت به ایران بازگشت علاوه بر اینها کسانی از روشنفکران نیز به خرج خود فرزندان خود را در این دوره به اروپا فرستاده‌اند مانند «میرزا نبی خان» امیر دیوانخانه که پسر خود میرزا حسین خان را برای تحصیل به اروپا فرستاد و «میرزا یعقوب خان ارمنی» که پسر خود «مَلْکُم» را به پاریس فرستاد. دوره تحصیل میرزا حسین خان ظاهراً چندان طولی نداشته است ولی مَلْکُم گویا هشت سال در فرانسه به تحصیل مشغول بوده است.

## دورهٔ پهلوی
دوره ششم مجلس شورای ملی در سال ۱۳۰۷ خورشیدی قانون اعزام محصل به خارجه را تصویب کرد و قرار شد که دانش آموزان پس از شرکت در یک کنکور و در صورت قبولی در آن برای ادامه تحصیل با هزینه دولت به خارج از کشور اعزام شوند. رضا شاه نیز با تأیید این مصوبه از این عمل حمایت کرد و قرار بر این شد که محصلین به کشورهای فرانسه و آلمان اعزام شدند. بر پایه این قانون دولت باید سالانه صد دانشجو را برای ادامه تحصیل در مقاطع بالاتر به خارج از ایران می‌فرستاد.
در اولین دوره اعزام محصلان به اروپا ۱۱۰ نفر دانش آموز پس از قبولی در کنکور اعزام به خارج روانه کشور فرانسه شدند. مهدی بازرگان، علی شایگان، مهدی آذر، کریم سنجابی، احمد رضوی کرمانی، محمدعلی ملکی، رضا رادمنش، خلیل ملکی، عبدالله ریاضی، لطفعلی صورتگر غلامعلی فریور و ابوالقاسم غفاری از مطرح‌ترین شخصیتهای این گروه ۱۱۰ نفره بودند. بسیاری از محصلان این گروه تحصیلات خود را تا مقطع دکترا در فرانسه گذراندند و در سال ۱۳۱۲ و ۱۳۱۳ به ایران بازگشتند.

## دوره جمهوری اسلامی
در دوره جمهوری اسلامی معمولاً در سطح تحصیلات تکمیلی، دانشجویان به عنوان بورس تحصیلی به خارج از ایران فرستاده می‌شوند. براساس دستورالعمل اداره کل بورس وزارت علوم، تحقیقات و فناوری، نفرات اول تا سوم دانش‌آموختگان دورهٔ کارشناسی ارشد، مخترعان و مکتشفان که اختراعات و اکتشافات آنان در سازمان پژوهش‌های علمی و صنعتی به ثبت رسیده باشد یا برگزیدگان رتبه‌های اول تا سوم جشنواره‌های خوارزمی، فارابی و رازی می‌توانند در فراخوان بورس تحصیل خارج از ایران ثبت‌نام کنند.